# Estaing, Aveyron

Estaing este o comună în departamentul Aveyron din sudul Franței. În 1 ianuarie 2022 avea o populație de 507 de locuitori.